# دکتر دکتر (ترانه یوفو)
«دکتر دکتر» (به انگلیسی: Doctor Doctor) ترانه‌ای از گروه هارد راک بریتانیایی یوفو است. این ترانه که مایکل شنکر (گیتاریست) و فیل ماگ (خواننده) آن را نوشته‌اند اولین‌بار در سال ۱۹۷۴ در قالب تک‌آهنگ آلبوم پدیده منتشر شد اما در جدول تک‌آهنگ‌های پرفروش بریتانیا جایی نداشت. گرچه پس از آن‌که نسخهٔ اجرای زندهٔ آن به‌عنوان تک‌آهنگ آلبوم بیگانگان در شامگاهان (۱۹۷۹) منتشر شد به اولین اثر پرفروش یوفو تبدیل شد.
«دکتر دکتر» یکی از ترانه‌های محبوب یوفو برای اجرا در کنسرت‌هایشان است. از این قطعه به‌عنوان یکی از تاثیرگذارترین آثار موسیقی راک در همهٔ زمان‌ها یاد شده و تا به امروز توسط چند گروه هوی متال از جمله آیرن میدن کاور شده‌است.